# Centre d'études et de recherches économiques et sociales
 (novembre 2021).
Si vous disposez d'ouvrages ou d'articles de référence ou si vous connaissez des sites web de qualité traitant du thème abordé ici, merci de compléter l'article en donnant les références utiles à sa vérifiabilité et en les liant à la section « Notes et références ».
Le Centre d'études et de recherches économiques et sociales (مركز الدراسات والبحوث الاقتصادية والاجتماعية), plus connu sous le sigle de CERES, est un établissement public tunisien de recherche à caractère administratif, doté de la personnalité civile et de l'autonomie financière.
Il est placé sous la tutelle du ministère de l'Enseignement supérieur et de la Recherche scientifique.

## Publication
Le CERES publie tous les semestres la Revue tunisienne de sciences sociales. Celle-ci contient les résultats des recherches académiques et des recherches de terrain effectuées dans les différentes unités et laboratoires du CERES.